# NGC 2993
NGC 2993 é uma galáxia espiral (Sa) localizada na direcção da constelação de Hydra. Possui uma declinação de -14° 22' 08" e uma ascensão recta de 9 horas, 45 minutos e 48,3 segundos.
A galáxia NGC 2993 foi descoberta em 8 de Fevereiro de 1785 por William Herschel.